# Emmanuel Desiles
Emmanuel Desiles est un critique littéraire et écrivain français d'expression provençale né en 1970.

## Biographie
Né le 27 avril 1970 à Salon-de-Provence, Emmanuel Desiles est dans sa jeunesse batteur au sein du trio de metal Penzzer établi à Miramas.
Certifié d'occitan-langue d'oc, il soutient une thèse de doctorat en littérature française à l'université d'Aix-Marseille en 1998, puis y devient maître de conférences en littérature provençale. Environ 250 étudiants suivent son enseignement chaque année, et obtiennent une capacité.
Collaborateur de Prouvènço d'aro, il a présidé[Quand ?] Lou Prouvençau à l'escolo.
Il est membre de l'Association internationale d'études occitanes.

## Production littéraire
Il a rédigé plusieurs ouvrages pédagogiques et des synthèses sur la culture provençale.
Il est l'auteur d'un roman en provençal, Ço qu'auren vist de Diéu, publié en 2018, qui glose la fin du prologue de l'évangile de Jean.
En 2022, il fait également paraître un recueil de textes en prose, Briso de lus,.
Il emploie la graphie mistralienne pour écrire en provençal.

## Ouvrages
- Éd. de Claude Brueys, Chansons provençales, suivi de Le Libertinage des chansons de Claude Brueys, Maillane, Lou Prouvençau à l'escolo, 2005  (ISBN 2-905116-30-7).
- Avec Jean-Michel Jausseran (préf. Marie-Claude Pietragalla), Il était une fois une Provence et des femmes : proverbes, textes, images, Saint-Rémy-de-Provence, Équinoxe, 2011  (ISBN 978-2-84135-728-4).
- Trad. de Maurice Raimbault, Agueto, Berre-l'Étang, L'Astrado, 2015  (ISBN 978-2-85391-110-8).
- Avec Jean-Michel Jausseran et Marc Stammegna (d), La Flore et les lettres provençales : textes, proverbes, peintures, Équinoxe, 2015  (ISBN 978-2-84135-906-6).
- Ço qu'auren vist de Diéu, Marseille, Prouvènço d'aro, 2018  (ISBN 978-2-911643-61-3).
- Méthode d'apprentissage rapide de la langue provençale, Lou Prouvençau à l'escolo, 2019  (ISBN 978-2-905116-46-8).
- Culture et littérature provençales, Lou Prouvençau à l'escolo, 2019  (ISBN 978-2-905116-47-5).
- Trad. de Louis Giraud, Lou Ligame desóublida, Aix-en-Provence, L'Astrado, 2022  (ISBN 978-2-38235-130-7).
- Briso de lus (préf. Michel Courty), Salinelles, L'Aucèu libre, 2022  (ISBN 978-2-917111-76-5).